# Disco 2000
«Disco 2000» es una canción interpretada por la banda británica Pulp. Alcanzó el puesto #7 en la lista UK Singles Chart. Fue lanzado en 1995 como el tercer sencillo del álbum Different Class, después de "Common People" y el lado A "Mis-Shapes"/"Sorted for E's & Wizz",  obteniendo ambos sencillos el puesto #2.
La canción está basada en una historia personal de Jarvis Cocker en la que narra enamorarse de una amiga de la infancia llamada Deborah Bone, quien es más popular que él y preguntándose cómo sería la vida cuando sean mayores, precisamente si se encontraran en el año 2000. El líder de la banda, Jarvis Cocker dijo que "la única parte que no es cierto es el papel de astillas".
Se cree que la fuente conocida como el lugar de reunión era Goodwin Fountain, actualmente se encuentra en Fargate, en el centro de la ciudad de Sheffield. El riff de la canción está inspirado en el éxito de 1982, "Gloria" de Laura Branigan, pieza compuesta originalmente en italiano, por Umberto Tozzi y Giancarlo Bigazzi. El video musical de la canción fue dirigido por Pedro Romhanyi.,
Debido a su temática milenaria, Pulp retiró la licencia de sincronización de la canción, que prohíbe efectivamente que la canción se utilice en televisión y radio entre 1999 y 2000.

## Versiones
- Nick Cave realizó una versión de la canción incluida como lado B del sencillo de "Bad Cover Version".[9]
- La banda británica Keane interpreta a menudo la canción en sus conciertos.
- La banda finesa Eläkeläiset realizó una versión del género humppa en 2010.[10]

## Lista de canciones

### CD
Todas las letras escritas por Jarvis Cocker, toda la música compuesta por Jarvis Cocker, Nick Banks, Steve Mackey, Russell Senior, Candida Doyle y Mark Webber. 
| Parte 1 |                            |          |  |
| N.º     | Título                     | Duración |  |
| 1.      | «Disco 2000 (7" Mix)»      | 4:51     |  |
| 2.      | «Disco 2000 (Album Mix)»   | 4:33     |  |
| 3.      | «Ansaphone»                | 4:01     |  |
| 4.      | «Live Bed Show (Extended)» | 4:10     |  |

| Parte 2 |                                    |          |  |
| N.º     | Título                             | Duración |  |
| 1.      | «Disco 2000 (Album Mix)»           | 4:33     |  |
| 2.      | «Disco 2000 (7" Mix)»              | 4:51     |  |
| 3.      | «Disco 2000 (Motiv 8 Discoid Mix)» | 7:31     |  |
| 4.      | «Disco 2000 (Motiv 8 Gimp Dub)»    | 6:31     |  |

| Versión del sencillo en CD |                                    |          |  |
| N.º                        | Título                             | Duración |  |
| 1.                         | «Disco 2000 (7" Mix)»              | 4:51     |  |
| 2.                         | «Disco 2000 (Motiv 8 Discoid Mix)» | 7:31     |  |

### 12"
| Lado A |                       |          |  |
| N.º    | Título                | Duración |  |
| 1.     | «Disco 2000 (7" Mix)» | 4:51     |  |
| 2.     | «Ansaphone»           | 4:01     |  |

| Lado B |                                    |          |  |
| N.º    | Título                             | Duración |  |
| 3.     | «Disco 2000 (Motiv 8 Discoid Mix)» | 7:31     |  |
| 4.     | «Disco 2000 (Motiv 8 Gimp Dub)»    | 6:31     |  |

### 7"
| Orange Vinyl |                       |          |  |
| N.º          | Título                | Duración |  |
| 1.           | «Disco 2000 (7" Mix)» | 4:51     |  |
| 2.           | «Ansaphone»           | 4:01     |  |

## Posicionamiento en listas y certificaciones
| Lista (1995–96)                | Mejor posición |
| ------------------------------ | -------------- |
| Alemania (Media Control AG)    | 47             |
| Australia (ARIA)               | 35             |
| Austria (Ö3 Austria Top 40)    | 14             |
| Finlandia (OFC)                | 9              |
| Irlanda (IRMA)                 | 13             |
| Reino Unido (UK Singles Chart) | 7              |
| Suecia (Sverigetopplistan)     | 41             |

| País        | Organismo certificador | Certificación  | Ref.   |
| ----------- | ---------------------- | -------------- | ------ |
| Reino Unido | BPI                    | Disco de Plata | [ 17 ] |